# Biennale Massenet
La Biennale Massenet (ou Biennale internationale Massenet ) est un festival de musique qui a eu lieu à Saint-Étienne en France. 
L’objectif de cette biennale Massenet était précisément de redécouvrir les œuvres du compositeur Jules Massenet.

## Histoire
En 1988 la présentation de l'Amadis de Massenet est un tel succès que les organisateurs commencent à penser à un Festival Massenet à Saint-Étienne. En 1989, ils présentent l’opéra Thérèse pour le bicentenaire de la Révolution française. Ce deuxième évènement a aussi un grand succès et Jean-Louis Pichon et Patrick Fournillier  décident de créer une Biennale Massenet. En 1990 le Festival présente l'opéra Cléopâtre et l'oratorio La Vierge.

## Les points d'orgue de la biennale
- 1990, Cléopâtre et La Vierge
- 1992, Esclarmonde, Grisélidis, La Terre Promise
- 1994,  Panurge, et Le Cid,
- 1996, Thaïs
- 1999, Le Roi de Lahore
- 2001, Roma
- 2003, Sapho
- 2005, Le jongleur de Notre-Dame
- 2007, Ariane
- 2009, Manon, dans sa version avec récitatifs chantés
- 2012, Cendrillon, le Mage